# GD (bibliothèque)
Pour les articles homonymes, voir GD.
 (septembre 2012).
GD est une bibliothèque libre servant à manipuler des images dynamiquement, son nom vient de l'anglais gif draw (dessiner un GIF).
Cette bibliothèque peut manipuler dynamiquement plusieurs types d'images, tels que les formats AVIF, BMP, GIF, HEIF, JPEG, PNG, TIFF, TGA, WBMP, WebP, XBM et XPM.
GD supporte de nombreux langages : C puisque c'est son langage de programmation, PHP (disponible sous forme d'extension depuis sa version 3.0), Perl, Python, OCaml, Tcl, Lua, Pascal, GNU Octave, REXX, et Ruby.